# 정표
정표(鄭彪)는 중국의 사대기서(四大奇書) 중 하나인 《수호전》(水滸傳)에 등장하는 인물이다. 방랍 휘하의 전수태위(殿帥太尉)이다. 무주 난계현의 도두였는데 도술을 좋아하여 포도을의 제자가 되어 요술을 터득하고, 전장에 나가면 영기(靈氣)가 정표를 따른다하여 정마군(鄭魔君)이라 불렸다. 사용하는 요술은 머리 위에 검은 연기와 함께 금빛 갑옷의 신인(神人)을 출현시켜 상대를 현혹시키는 것이 있다. 또한 무예에도 뛰어나 암기로 '동전(銅磚)'을 쓴다. 117회부터 등장한다.
또한 방랍의 난에 가담한 신흥종교 끽채사마(喫菜事魔)의 간부 중 한 명인 '정마왕(鄭魔王)'이라는 실존 인물이 모델로 알려져 있다.

## 생애
정표는 오룡령(烏龍嶺) 뒷길을 통해 목주에 침입한 양산박군의 요격을 계획하는 장면에서 처음 등장한다.
앞서 석보의 구원 요청을 거절했던 방랍도 사태를 무겁게 보고, 정표에게 명령을 내려 구원을 보내려고 했다. 이때 정표는 도술사인 영응천사 포도을도 동행시켜 달라는 뜻을 청하여 허가를 받았다. 협의 도중, 포도을이 방랍의 패배를 진언한 사천태감 포문영을 죽이기도 하는데, 그날 안에 하후성(夏侯成)과 함께 군사를 모아 목주로 구원을 떠난다. 한편 양산박군은 청계현에서 온 원군을 탐마의 보고로 알게 되자 왕영과 호삼랑을 보내 맞이하게한다. 양군은 곧 부딪히고 방랍군 선봉인 정표는 말을 몰아 왕영과 맞붙는다. 8,9합쯤 서로 다투다가 정표는 주문을 외워 머리 위에 검은 연기와 함께 항마보저(降魔寶杵)를 든 금갑의 신인을 불러들이게 하였으므로, 왕영은 깜짝 놀라 창법을 흐트러뜨려 틈을 보였고, 거기에 정표는 창을 질러 말 아래로 떨어뜨렸다. 호삼랑이 남편을 구하러 쌍칼을 휘두르며 달려가는데, 정표는 지체 없이 교전에 나섰고, 서로 잠시 싸우다 정표는 말을 돌려 달아나 호삼랑을 유인하다가 포대에서 동전을 빼내 몸을 비틀어 호삼랑의 얼굴에 던져 말에서 떨어뜨렸다. 정표가 두 장수를 죽여 사기를 얻은 방랍군은 양산박군에 공격해 왕영과 호삼랑이 데려간 군사의 태반을 잃게했다.
두 사람의 죽음을 들은 송강은 스스로 이규, 항충, 이곤들을 이끌고 정표의 군사를 맞아들였고, 양 군사가 충돌 후 정표는 송강을 발견하고 가장 먼저 공격하지만 보병의 세 두령이 달려들자 정표는 달아났다. 거꾸로 반격당하게 된 방랍군은 곧 패주했고 양산박군도 추격하지 않고 군사를 거두려 했다. 그런데 포도을이 법술로 사방에서 먹구름을 불러 주변 일대를 어둠 속에 두고 천지를 떨치고 혼란스럽고 무방비 상태가 된 양산박군을 상대로 단숨에 승부를 결정하려 했다. 그런데 필살의 요술이 갑자기 깨지고 말았고, 노지심과 무송이 나타나 공격을 하여 협공을 당하려던 그때 포도을이 현원혼천검(玄元混天劍)을 날려 무송의 왼팔을 베어 패주시켰다. 그 틈을 타 정표는 태세를 바로잡고 다시 공격에 나서지만 보병군 세 두령이 일제히 공격하자 패주했다. 도주하는 정표를 세 사람은 공을 세운다고 필사적으로 쫓아가지만, 골짜기에 접어들었을 때 방랍군 삼천이 나타나 항충, 이곤을 상대해 죽였다.
후에 후방에서 원군을 얻은 양산박군은 목주성에 도착했고, 정표는 군사 1만 명을 이끌고 성 밖으로 나가 양산박군에 대적하였다. 양산박 진영에서 나온 것은 양산박에서도 으뜸가는 호걸인 관승이었다. 정표와 관승은 수합을 겨루는데 정표의 솜씨로는 도저히 이기지 못해 궁지에 몰린다. 그것을 본 성위의 포도을이 정표의 머리 위에 검은 구름과 함께 금갑의 신인을 불러내는데, 양산박군의 번서가 관승의 머리 위에서 하얀 구름과 함께 용을 탄 천장(天將)을 출현시킨다. 그리하여 하늘에서 도술끼리, 땅에서 사람끼리 한판 승부를 벌이게 되고, 정표와 관승이 몇 합을 다투기도 전에 머리 위에서 용을 탄 천장이 금갑의 신인을 베어 쓰러뜨리는 순간 지상에서도 관승에게 정표가 베여 사망한다. 또 직후 포도을도 능진이 쏜 대포에 맞아 폭사했다.

## 같이 보기
- 수호전
- 방랍
- 포도을
- 왕영
- 호삼랑
- 번서